# Bernard Parker
Bernard Parker, född 16 mars 1986 i Boksburg, Gauteng, är en sydafrikansk fotbollsspelare (mittfältare/anfallare) som spelar för TS Galaxy. Han har tidigare spelat över 150 ligamatcher för Kaizer Chiefs och över 100 ligamatcher för Thanda Royal Zulu.

## Klubbkarriär
Bernard Parker debuterade för Kaizer Chiefs den 7 augusti 2011, i en 2–1-vinst över Bidvest Wits. Våren 2013 förlängde han kontraktet med tre år. Kontraktet har sedan förlängts till och med säsongen 2016/2017.
I augusti 2022 värvades Parker av TS Galaxy, där han skrev på ett tvåårskontrakt.

## Landslagskarriär
Parker gjorde debut i Sydafrikas A-landslag den 26 maj 2007.